# Henry Holt
Henry Holt är ett förlag som ägs av Georg von Holtzbrinck Publishing Group och är baserat i Stuttgart. Förlaget har sin utgivning främstadels i USA, där förlaget också grundades 1866 som ett av de äldsta förlagen. De har gett ut böcker av kända författare som Erich Fromm, Robert Frost, Hermann Hesse, Norman Mailer, Herta Müller, Thomas Pynchon, Robert Louis Stevenson, Ivan Turgenev och H.G. Wells.